# Rodrigo Téllez Girón
Rodrigo Téllez Girón (1456 — Loja, durante a Guerra de Granada, 13 de Julho de 1482) foi um nobre e militar espanhol, mestre da Ordem de Calatrava desde 1466. Na Guerra de Sucessão de Castela, foi partidário de Joana, lutando contra o grupo da que logo seria Isabel, a Católica. Filho ilegítimo de Pedro Girón (mas reconhecido por Henrique IV de Castela e pelo Papa Pio II) e sobrinho de Juan Pacheco, ambos personagens poderosos da corte de Henrique IV de Castela. 